# Agent 00 – Mit der Lizenz zum Totlachen
Agent 00 – Mit der Lizenz zum Totlachen (alternativer dt. Titel: Agent 00 – Die Lizenz zum Totlachen) ist eine US-amerikanische Slapstick-Komödie aus dem Jahr 1996 mit Leslie Nielsen, die das Agentenfilm-Genre und dabei zugleich eine große Anzahl damals populärer Kinofilme parodiert.

## Handlung
Dick Steele alias „Agent 00“ ist einer der besten Spione des amerikanischen Geheimdienstes. Mit seiner Partnerin Victoria Dahl infiltriert er eine geheime Anlage von General Rancor, einem skrupellosen Militärdespoten mit Weltherrschaftsphantasien. Steele kann die Anlage zwar zerstören und Rancor mit einer Bombe in dessen Fluchthelikopter vernichten, doch bei der Explosion kommt auch Victoria ums Leben, die eine Klippe hinunterstürzt. Der verzweifelte Steele, der Dahl nicht retten konnte, hängt seinen Job daraufhin an den Nagel und geht in den Ruhestand.
15 Jahre später taucht beim Geheimdienst eine neue Videobotschaft von Rancor auf. Der hat den Bombenanschlag auf seinen Hubschrauber überlebt und dabei lediglich beide Arme verloren, die nun durch die verschiedensten, teilweise unmöglichen Prothesen ersetzt werden. Der General hat nur eines im Sinn: Rache an Steele. Zu diesem Zweck hat er einen Atomsprengkopf in seine Gewalt gebracht und Barbara Dahl, die Tochter von Steeles getöteter Partnerin Victoria, an diesen gekettet. Rancor versucht dadurch, Steele aus der Reserve und so in eine Falle zu locken.
Trotz diverser Bedenken der Geheimdienstführung entscheidet der Direktor, Steele zu reaktivieren. Dieser ist auch sofort bei der Sache und will seinen alten Erzfeind ein für alle Mal besiegen. Für die Fertigstellung seiner Rakete benötigt Rancor noch einen bestimmten Mikrochip. Diesen soll Steele ihm im Austausch gegen Barbara überbringen. Gemeinsam mit der attraktiven Agentin Veronique Ukrinsky, genannt „3.14“, macht sich Steele auf den Weg.
Nach einer abwechslungsreichen Odyssee, bei der unter anderem arabische Terroristen, Kinderagenten, Nonnen und Dinosaurier ihren Weg kreuzen, können sie Rancor in dessen Hauptquartier aufspüren. Doch der General hat die beiden in eine Falle gelockt und droht, alle zu exekutieren. Erst mit Hilfe einiger prominenter Helfer gelingt Steele die Flucht. Er kann nicht nur Barbara befreien, sondern auch Rancor ausschalten, den er an die wenig später explodierende Rakete gefesselt hat.

## Trivia
- Der Film präsentiert im Sinne von ähnlich gelagerten Slapstickkomödien mit Nielsen eine nahezu lückenlose Nummernrevue von Nonsens, Situationskomik und Gags. Dabei werden neben der Haupthandlung – einer Persiflage auf die James-Bond-Franchise – etliche andere damals populäre Kinofilme parodiert. Unter anderem In the Line of Fire (der angesprochene missglückte Einsatz Steeles als Leibwächter des US-Präsidenten), Kevin – Allein zu Haus (der Kinderagent), Sister Act (Steele taucht bei Nonnen unter), True Lies (Flucht vor arabischem Terroristen auf einem Pferd mit schwacher Blase mit anschließender Kampfflugzeugszene), Speed sowie E.T. (Sprungstunt eines Linienbusses über eine Schlucht bei Mondschein), Pulp Fiction (Tanzszene mit Veronique), Jurassic Park (Insel mit Dinosauriern), Rambo (rotes Stirnband) sowie Apollo 13 („Houston, wir haben ein Problem“ als Schlusszitat). Der Originaltitel „Spy Hard“ ist zudem an den Actionthriller „Die Hard“ (Stirb langsam) angelehnt.
- Im Film selbst taucht auch eine ganze Reihe von Persönlichkeiten der amerikanischen Fernsehszene in Gastrollen auf. Unter anderen der Wrestler Hulk Hogan und die Psychologin Joyce Brothers als Steeles Helfer im Finalkampf, Ray Charles als Busfahrer, Mr. T als Hubschrauberpilot, der Rapper Tone Loc als Gangster, Pat Morita als Kellner sowie das Model Fabio Lanzoni als er selbst. In einer Szene wird außerdem der Verbrennungsunfall von Michael Jackson im Jahre 1984 parodiert.
- Der Musiker und Komiker „Weird Al“ Yankovic hat ebenfalls eine Gastrolle. Er taucht in der an die Bond-Filme – speziell Feuerball – erinnernden Eröffnungssequenz auf und singt den gleichnamigen Titelsong. Yankovic sah man in der Vergangenheit bereits an der Seite von Nielsen in Die nackte Kanone 1, 2 und 3.
- Der Name des Protagonisten Dick Steele kann ins Deutsche als Stahlpenis übersetzt werden.
- In der deutschen Synchronfassung wurde Veronique Ukrinsky zu „Agent Nummer Sex Sex – Dominique Steckrinski“ und aus Miss Cheevus (Ableitung des englischen Adjektivs mischievous, was sowohl „boshaft“ als auch „schelmisch“ bzw. „verschmitzt“ heißen kann) wurde „Miss Günstig“.

## Kritiken
„Die Parodie von Handlungsmustern und Genre-Elementen der James-Bond- sowie einiger aktueller Filme erinnert nur durch den gemeinsamen Hauptdarsteller Leslie Nielsen an spritzigere und dichtere Filme des ehemaligen Teams Zucker-Abrahams-Zucker. Zu wenig Sorgfalt bei der Inszenierung von Komik und erschreckend wenig Ideen kennzeichnen diesen Tiefpunkt des Parodie-Genres.“

„Müde Verballhornung von Szenen aus Kinohits. Fazit: Vor Lachen stirbt hier sicher niemand.“

„Nicht selten wirkt ‚Agent 00 – Lizenz zum Totlachen‘, im Geiste ein aufgeblasener Hollywood-Bruder der Sechziger-Jahre-Kultserie ‚Mini Max‘, wie eine Sammlung von Outtakes aus den drei ‚Nackte Kanone‘-Filmen. […] Daß eine Chaoskomödie mit Leslie Nielsen auch erfolgreich sein kann, wenn sie qualitativ nicht zu überzeugen weiß, beweist gerade das beachtliche Abschneiden von ‚Dracula – Tot aber glücklich‘. Wenn sie dann auch noch wie ein enger Verwandter von ‚Die nackte Kanone‘ aussieht, steht einem Überflieger kaum etwas im Wege – auch wenn man über Nielsen-Slapstick schon sehr viel herzlicher lachen konnte.“